# Orologio Long Now
(W. Daniel Hillis)

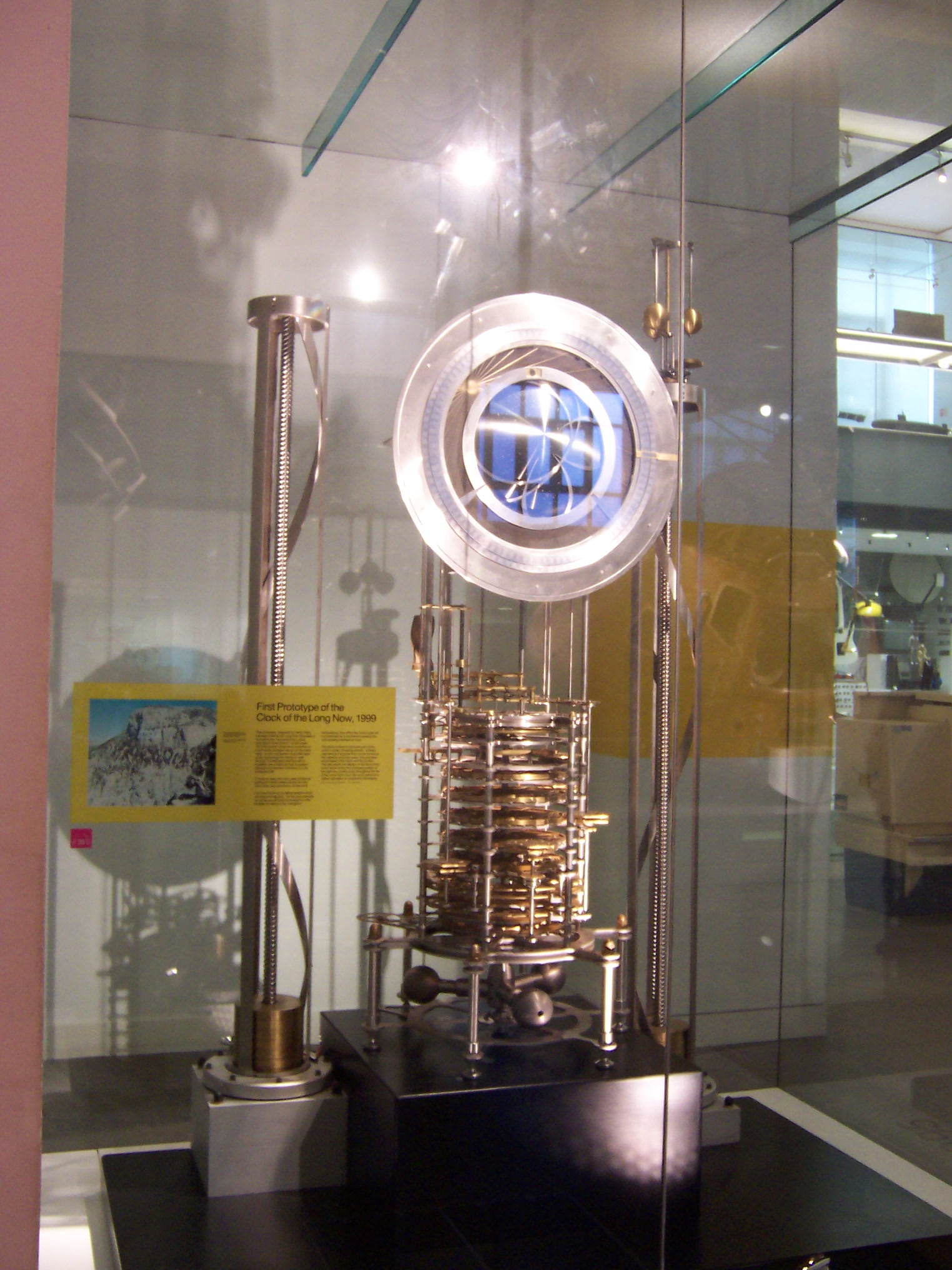
Il primo prototipo

L'Orologio Long Now, traducibile in italiano con "Orologio del lungo presente" e detto anche Orologio dei 10.000 anni, è un orologio meccanico progettato per segnare il tempo per i prossimi 10.000 anni. È stato realizzato dalla Long Now Foundation.
Il progetto è stato concepito da Danny Hillis nel 1986 ed il prototipo ha iniziato a funzionare il 31 dicembre 1999, giusto in tempo per il capodanno del 2000. A mezzanotte l'indicatore della data è passato da 01999 a 02000, e la campana ha rintoccato due volte per annunciare (secondo alcuni) il termine del secondo millennio: in realtà solo la fine del 999º anno del 2° millennio, che si è concluso, invece, il 31 Dicembre 2000. Il prototipo alto circa due metri è ora esposto allo Science Museum di Londra.

## Progettazione
I principali principi di progettazione e i requisiti per l'orologio sono:
1. Longevità: l'orologio dovrebbe essere preciso anche dopo 10.000 anni e non dovrebbe contenere pezzi preziosi (come gioielli, metalli pregiati o leghe speciali) che potrebbero venire rubate.
2. Manutenibilità: le prossime generazioni dovrebbero essere in grado di mantenere in funzione l'orologio con, se necessario, strumenti non più avanzati di quelli in uso nell'età del bronzo.
3. Trasparenza: l'orologio dovrebbe essere comprensibile senza essere smontato o fermato; nessuna funzionalità dovrebbe essere nascosta.
4. Evolvibilità: si dovrebbe poter migliorare l'orologio nel tempo.
5. Scalabilità: per assicurare che l'orologio nella versione finale a grandi dimensioni funzioni correttamente, in precedenza si dovranno costruire prototipi di dimensioni inferiori.

Ovviamente non si può garantire la vita di un orologio per 10.000 anni, ma di alcuni orologi si possono garantire i limiti (per esempio, un orologio che segna gli anni a quattro cifre non potrà mostrare correttamente la data dopo l'anno 9999). Ci si può aspettare che con attenzione e manutenzione continua l'Orologio Long Now possa mostrare correttamente il tempo per 10.000 anni.
Si può discutere a lungo sulla possibilità che l'orologio possa davvero ricevere cure e manutenzione continue per così tanto tempo. Hillis ha scelto l'obiettivo di 10.000 anni per stare proprio all'interno di un limite di plausibilità. Ci sono artefatti tecnologici, come frammenti di pentole e contenitori, a partire da 10.000 anni nel passato, quindi esistono dei precedenti di artefatti umani che sono durati abbastanza a lungo, anche se nessun artefatto umano è stato seguito continuamente per più di qualche secolo.

### Considerazioni sull'energia
Sono state prese in considerazione molte fonti energetiche per alimentare l'orologio, ma la maggior parte sono state scartate perché non corrispondevano ai requisiti. Per esempio, l'energia atomica e l'energia solare avrebbero contraddetto i principi di trasparenza e longevità. Alla fine Hillis ha deciso di scegliere il caricamento meccanico umano di un peso in caduta. Questo potrebbe sembrare qualcosa di bizzarro, ma il progetto dell'orologio contempla la manutenzione umana.

### Considerazioni sulla misurazione del tempo
Il meccanismo di misurazione del tempo per un orologio così resistente deve essere semplice e robusto tanto quanto accurato. Le opzioni considerate ma rifiutate come sistemi di misurazione hanno incluso:

#### Orologi completi
La maggior parte di questi metodi sono inaccurati (l'orologio diventa sempre meno preciso) ma adeguati (l'orologio continua a funzionare). Altri sono accurati ma non trasparenti.
- pendolo (inaccurato nel lungo periodo e richiede molti scatti, che creano sfregamento)
- pendolo torsionale (meno scatti e meno accuratezza)
- ruota bilanciata (meno accurato del pendolo)
- orologio ad acqua (inaccurato e umido)
- flusso di materiale solido (non accurato)
- sfregamento e corrosione (estremamente inaccurato)
- sfere rotanti (molto inaccurato)
- diffusione (non accurato)
- diapason (non accurato)
- camera sotto pressione, ciclo (non accurato)
- regolatore centrifugo (non accurato)
- orologio atomico (non trasparente e difficile da manutenere)
- cristallo piezoelettrico (non trasparente e difficile da manutenere)
- decadimento radioattivo (difficile da misurare accuratamente)

#### Eventi esterni che l'orologio potrebbe misurare o che potrebbero correggerlo
Molti di questi metodi sono accurati (alcuni cicli esterni sono molto uniformi su lunghi periodi di tempo) ma non utili (l'orologio si potrebbe fermare nel caso non registrasse bene gli eventi esterni). Altri hanno problemi differenti.
- ciclo della temperatura quotidiana (imprevedibile)
- ciclo della temperatura stagionale (impreciso)
- marea (difficile da misurare)
- inerzia della rotazione terrestre (difficile da misurare con precisione)
- allineamento stellare (imprevedibile a causa delle condizioni meteo)
- allineamento solare (imprevedibile a causa delle condizioni meteo)
- movimenti tettonici (difficile da prevedere e misurare)
- dinamica dell'orbita planetaria (difficile da riprodurre in scala)
- rituali umani (troppo dipendenti dagli esseri umani).

La conclusione di Hillis è stata che nessun sistema da solo può soddisfare i criteri. Come compromesso l'orologio userà un timer imprevedibile ma accurato per correggere un timer prevedibile ma poco accurato, creando un ciclo con un blocco di fase.
Nel progetto attuale un oscillatore lento, basato su un pendolo torsionale, tiene il tempo senza grande precisione, ma con costanza. A mezzogiorno la luce del sole, orologio accurato ma (a causa delle condizioni meteo) imprevedibile, viene concentrata su un segmento di metallo con l'uso di una lente. Il metallo si deforma e la forza derivante dalla deformazione reimposta l'orologio a mezzogiorno. Questa combinazione può, in via di principio, produrre prevedibilità ed accuratezza sul lungo termine.

### Mostrare ora e data
Probabilmente molte delle unità mostrate sul quadrante dell'orologio, come le ore e le date del calendario avranno poco significato tra 10.000 anni. Comunque tutte le culture umane hanno un sistema per contare giorni, mesi (in qualche forma) ed anni. Ci sono anche cicli naturali più lunghi come i 26.000 anni della precessione dell'asse terrestre. D'altra parte, l'orologio è un prodotto del nostro tempo e appare adeguato rispettare in qualche modo il nostro sistema di misurazione del tempo, per quanto arbitrario possa apparire. Alla fine, è parso utile mostrare tanto i cicli naturali quanto quelli dettati dalle culture attuali.
Nel centro verrà posto un campo stellare, che indica sia il giorno siderale che i 26.000 anni di precessione dello zodiaco. Attorno ci sarà un quadrante che mostra la posizione del sole e della luna nel cielo, come anche la fase lunare e l'angolo della luna. Più all'esterno ci sarà il quadrante delle effemeridi, con l'anno secondo l'attuale sistema del calendario gregoriano. L'anno verrà indicato con cinque cifre, in un formato del tipo "02000" invece del più comune "2000" (per evitare problemi nel corso dei prossimi 10.000 anni com'era stato per l'anno 2000 con il millennium bug). Hillis e Brand ritengono, se sarà possibile, di aggiungere un meccanismo che genera solo l'energia sufficiente per tener conto del tempo; se un visitatore vuol vedere che ore sono, deve conferire l'energia necessaria a mano, per far funzionare il meccanismo.

### Calcoli temporali
Le opzioni considerate per le parti dell'orologio che convertono l'energia (ad esempio di un pendolo) in unità di tempo (ad esempio i bracci dell'orologio) hanno incluso i campi dell'elettronica, dell'idraulica, della fluidodinamica, e della meccanica.
Il problema con i sistemi convenzionali a serie di ingranaggi che sono stati utilizzati con i meccanismi tipici degli ultimi mille anni è che gli ingranaggi necessitano di avere un rapporto matematico preciso tra la fonte di energia e il quadrante. L'accuratezza aumenta secondo la scala di tempo considerata. Ad esempio per un breve periodo di tempo il numero di 29,5 giorni per mese lunare può essere sufficiente, ma su 10.000 anni il numero 29,5205882 è una scelta più avveduta.
Con gli ingranaggi si riesce a raggiungere questa precisione, ma bisogna fare attenzione; gli ingranaggi degradano nel tempo in accuratezza ed efficienza per gli effetti dannosi dell'attrito (praticamente diventano più piccoli, quindi vanno più veloci e i calcoli non sono più corretti). Invece questo orologio usa logica binaria digitale, implementata meccanicamente in una sequenza di addizionatori binari impilati (o come li chiama Hillis, loro inventore, serial bit adder). In pratica, la conversione logica è un computer digitale semplice (più precisamente un analizzatore digitale differenziale) implementato con ruote meccaniche e leve invece della solita elettronica. Il calcolatore usa una rappresentazione dei numeri a 28 bit e ogni bit rappresenta una leva meccanica o un pin che può essere in una delle due posizioni. Questa logica binaria può essere usata solo per tenere conto del tempo assoluto, come un cronometro; per convertire il tempo da assoluto a locale (ad esempio un'ora del giorno) un eccentrico si sottrae o si aggiunge dalla serie di eccentrici che viene mossa dagli addizionatori.
Altro vantaggio del calcolatore digitale sopra gli ingranaggi in serie è che i primi possono evolvere. Ad esempio, il rapporto dei giorni rispetto agli anni dipende dalla rotazione della terra, che diminuisce ad un ritmo notevole, difficile da prevedere. Questo potrebbe diventare abbastanza veloce da far misurare in modo errato le fasi della luna con un errore di qualche giorno nel corso di 10.000 anni. Lo schema digitale consente l'aggiustamento dei numeri se la durata dei giorni si modifica in modo diverso da come previsto.

### Luogo
La Long Now Foundation ha acquistato la cima di un monte vicino a Ely (Nevada), nel Parco Nazionale di Great Basin National Park, con lo scopo di dare una sede all'orologio nella versione definitiva, quando verrà costruito. Sarà inserito in una serie di stanze (il meccanismo più lento e sarà visibile per primo) tra pareti di calcare bianco, circa 1 000 piedi al disopra di Snake Range. Il sito è asciutto, remoto e senza valore economico e questo dovrebbe proteggere l'orologio da corrosione, vandalismo e sviluppo. Hillis ha scelto questa parte del Nevada perché qui vivono un gran numero di pini che la Fondazione ritiene abbiano circa 5 000 anni.

## Supporto
Il progetto è supportato da Long Now Foundation, insieme ad altri progetti a lungo termine, insieme a The Rosetta Project (per la salvaguardia dei linguaggi del mondo) e il Long Bet Project.
Alexander Rose è stato il primo collaborare di Hillis nella costruzione del primo prototipo. Gli altri membri del team di progettazione sono stati David Munro, Elizabeth Woods e Chris Rand. Il musicista Brian Eno ha dato all'orologio il suo nome (e coniato il termine "long now"); ha anche collaborato con Hillis alla creazione della campana e alla scrittura della musica. Le diverse elaborazioni musicali sono state pubblicate su un CD.